# Skarø
Skarø är en dansk ö i det Sydfynske Øhav, strax väster om Tåsinge. Den hör till Region Syddanmark och Svendborgs kommun. Skarø har färjeförbindelse med Svendborg på Fyn och Drejø. Ön har 29 fastboende (2021), på en yta om 1,93 km².